# Hiroshi Kajikawa
Hiroshi Kajikawa, född 3 mars 1949, är en japansk bågskytt. Han deltog vid olympiska sommarspelen 1972.